# Braunite
La braunite est une espèce minérale, de la famille des silicates contenant du manganèse di- et tri-valent, de formule chimique :
Mn2+Mn3+6[O8|SiO4]. Les impuretés fréquentes comprennent le fer, le calcium, le bore, le baryum, le titane, l'aluminium et le magnésium.
La braunite forme des cristaux tétragonaux gris/noir et a une dureté Mohs de 6 - 6,5.
Elle a été nommée d'après Wilhelm von Braun (1790–1872) du district de Gotha, Thuringe en Allemagne.
Une variante contenant du calcium et du fer, appelée braunite-II (formule : Ca(Mn3+,Fe3+)14SiO24), a été découverte et décrite en 1967, provenant du Kalahari, province Cap-Nord, Afrique du Sud,.